# Bittacus pobequini
Bittacus pobequini is een schorpioenvlieg uit de familie van de hangvliegen (Bittacidae). De wetenschappelijke naam van de soort is voor het eerst geldig gepubliceerd door Navás in .
De soort komt voor in het Afrotropisch gebied.